# شهرستان داوو (سیچوآن)
شهرستان داوو (به انگلیسی: Dawu County) یک شهرستان در چین است که در ولایت خودمختار گارزئی تبتی واقع شده‌است. شهرستان داوو ۷٬۵۴۶ کیلومتر مربع مساحت و ۴۶٬۹۰۰ نفر جمعیت دارد و ۲٬۹۹۲ متر بالاتر از سطح دریا واقع شده‌است.